# Богемське повстання
Богемське повстання (нім. Böhmischer Aufstand; чеськ. České stavovské povstání; 1618—1620) — повстання чеських станів проти правління династії Габсбургів, що поклало початок Тридцятилітній війні. Це було викликано як релігійними, так і владними суперечками. Стани були майже повністю протестантськими, переважно гуситськими утраквістами, але було також значне німецьке населення, яке схвалювало лютеранство. Суперечка досягла кульмінації після кількох боїв у фінальній битві на Білій Горі, де стани зазнали вирішальної поразки. Це поклало початок повторній католизації чеських земель, але також розширило масштаби Тридцятилітньої війни, втягнувши в неї Данію та Швецію. Конфлікт поширився на решту Європи та спустошив величезні території Центральної Європи, включаючи чеські землі, які особливо постраждали від жорстоких воєн.
Під час повстання жителі Праги увірвалися до Празького замку й вчинили дефенестрацію, викинувши представників імперії Ярослава фон Мартініца й Вільгельма фон Сальвату з вікон палацу. Згодом правителем Богемії проголосили Фрідріха V, курфюрста Пфальцького. Незважаючи на опір чехів, повстання було придушене 1620 року. Вирішальною битвою, в якій повстанці зазнали поразки, стала битва біля Білої гори.